# Emmanuel Bor (Leichtathlet, 1988)
Emmanuel Bor (* 14. April 1988 in Eldoret) ist ein US-amerikanischer Leichtathlet kenianischer Herkunft, der sich auf den Langstreckenlauf spezialisiert hat. Auch sein jüngerer Bruder Hillary Bor ist als Leichtathlet aktiv.

## Sportliche Laufbahn
Emmanuel Bor wuchs in Kenia auf und erhielt 2007 ein Stipendium für die University of Alabama in den Vereinigten Staaten. 2007 startete er für Kenia im 1500-Meter-Lauf bei der Sommer-Universiade in Bangkok in 3:41,65 min den vierten Platz belegte. In den folgenden Jahren beendete er sein Studium und erhielt die US-amerikanische Staatsbürgerschaft und trat der US Army bei. 2015 schied er bei den Militärweltspielen in Mungyeong mit 3:53,53 min im Vorlauf über 1500 Meter aus und 2018 belegte er in 14:02,40 min den vierten Platz im 5000-Meter-Lauf bei den NACAC-Meisterschaften in Toronto. Bei den Crosslauf-Weltmeisterschaften 2019 in Aarhus wurde er nach 34:43 min auf den 68. Platz im Einzelrennen und 2022 wurde er bei den NACAC-Meisterschaften in Freeport in 14:53,33 min erneut Vierter über 5000 Meter. Bei den Crosslauf-Weltmeisterschaften 2023 in Bathurst wurde er nach 31:37 min 32. im Einzelrennen. Im Oktober gelangte er bei den Panamerikanischen Spielen in Santiago de Chile mit 14:55,53 min auf Rang sechs über 5000 Meter. Bei den Crosslauf-Weltmeisterschaften 2024 in Belgrad wurde er nach 29:37 min 25. im Einzelrennen.

## Persönliche Bestleistungen
- 1500 Meter: 3:41,65 min, 12. August 2007 in Bangkok
- 3000 Meter: 7:52,58 min, 25. Mai 2018 in Eugene
  - 3000 Meter (Halle): 7:44,93 min, 27. Januar 2018 in Boston
- 5000 Meter: 13:10,91 min, 26. Mai 2023 in Los Angeles
  - 5000 Meter (Halle): 13:00,48 min, 12. Februar 2022 in Boston
- 10.000 Meter: 27:22,80 min, 14. Mai 2021 in Irvine